# Vladímir Klichkó
Volodímir Volodímirovich Klichkó (en ucraniano: Володи́мир Володи́мирович Кличко́; Semipalátinsk, Unión Soviética, 25 de marzo de 1976) es un exboxeador profesional ucraniano de peso pesado con una notable trayectoria que pasó a retiro en 2017.
Fue campeón mundial de peso pesado de la Federación Internacional de Boxeo, la Organización Mundial de Boxeo, la Organización Internacional de Boxeo, la Asociación Mundial de Boxeo, así como de la prestigiosa revista estadounidense The Ring y uno de los mejores libra por libra. Derrotó a 23 boxeadores por el título mundial de peso pesado, la mayor cantidad en la historia del boxeo.
Su hermano mayor, Vitali Klichkó (n. 1971), es un político ucraniano (alcalde de Kiev) que anteriormente fue boxeador y campeón mundial de peso pesado.

## Biografía

### Aficionado
En 1993, ganó el Campeonato de Europa Júnior como peso pesado. En 1994, quedó segundo en el Campeonato del Mundo Júnior en Estambul, Turquía. Al año siguiente ganó la medalla de oro en el Campeonato Militar en Ariccia, Italia derrotando a Luan Krasniqi, ante el que había perdido en la tercera ronda de los Campeonatos del Mundo en Berlín, Alemania ese mismo año. En 1996 fue segundo en el Campeonato de Europa de los pesos superpesados en Vejle, Dinamarca. Ese mismo año disputó los Juegos Olímpicos de Atlanta 1996 y derrotó en la final a Paea Wolfgramm para adjudicarse el oro de la categoría super-pesado.

### Profesional
Empezó a pelear profesionalmente en 1996 derrotando por nocaut a Fabián Meza en Hamburgo. Después de esta victoria, consiguió una racha de 16 victorias y 0 derrotas para luchar por primera vez por el título del Consejo Mundial de Boxeo que estaba vacante. La pelea fue contra Marcus McIntyre en Stuttgart, donde Klichko ganó por un sorprendente nocaut en el tercer asalto, ganando así su primer título. Tras exponer el título en varias ocasiones, siempre con victoria, se enfrentaría en Kiev contra Ross Puritty donde estaría el título del CMB en juego. En el décimo asalto con un exhausto Volodímir, Ross impactó en la cara de Klichkó mandándolo al suelo y obligando al entrenador a parar el combate. Ross conquistaría el título en lo que sería la primera derrota del púgil ucraniano.
Tras tres victorias consecutivas después de perder el título pelearía contra Joseph Chingangu por el título de la Asociación Mundial de Boxeo el cual ganaría tras un nocaut técnico en la quinta ronda. Es el actual campeón peso pesado de la AMB, FIB Y OMB, además del cinturón Ring como súper campeón pesado.
Klichkó volvió a pelear en los Estados Unidos por primera vez desde 2008 para medirse ante el contendiente Bryant Jennings, de Filadelfia en el Madison Square Garden de Nueva York. Klichkó dominó el desparejo combate antes de imponerse por decisión el 25 de abril. Klichkó, quien celebró sus nueve años como campeón unos días antes de la pelea, defendió con éxito su título por 18.ª vez consecutiva (la tercera marca más alta en la historia de los pesados) y elevó su marca a 25-2 en combates titulares, para igualar el récord del gran Joe Louis con la mayor cantidad de combates titulares disputados en peso pesado.
Tras haber perdido sus títulos ante Tyson Fury en noviembre de 2015, se firmó la revancha para disputarse el 2016, pero esta no tuvo lugar por problemas de drogas de su rival. Fury renunció a sus títulos poco después por lo que Klichkó tuvo que enfrentar al invicto prospecto, Anthony Joshua para recuperar algunos de sus cinturones; no obstante caería derrotado por TKO en el asalto 11 del combate.
El 3 de agosto de 2017 anunció su retiro del boxeo profesional.

## Récord profesional
| 64 Ganadas (53 KOs), 5 Derrotas |        |                     |      |               |            |                                                              | |
| Res.                            | Récord | Oponente            | Tipo | Rd., Tiempo   | Datos      | Localidad                                                    | Notas                                                                                                 |
| G                               | 1–0    | Fabián Meza         | KO   | 1 (4), 1:35   | 1996-11-16 | Sporthalle, Wandsbek, Hamburgo                               | Debut.                                                                                                |
| G                               | 2–0    | Exum Speight        | TKO  | 2 (4), 1:54   | 1996-11-30 | Nova Arena, Wiener Neustadt                                  | |
| G                               | 3–0    | Bill Corrigan       | TKO  | 1 (4), 1:21   | 1996-12-21 | Zoo-Gesellschaftshaus, Fráncfort del Meno, Hesse             | |
| G                               | 4–0    | Troy Weida          | TKO  | 3 (6), 0:36   | 1997-01-25 | Maritim Hotel, Stuttgart, Baden-Württemberg                  | |
| G                               | 5–0    | Carlos Monroe       | DQ   | 6             | 1997-02-15 | Stadthalle, Cottbus, Brandeburgo                             | |
| G                               | 6–0    | Mark Young          | RTD  | 2 (6), 3:00   | 1997-04-12 | Eurogress, Aquisgrán, Renania del Norte-Westfalia            | |
| G                               | 7–0    | Mark Wills          | KO   | 1 (8), 2:58   | 1997-05-10 | Ballsporthalle, Fráncfort del Meno, Hesse                    | |
| G                               | 8–0    | Paul Ashley         | KO   | 2 (8), 1:25   | 1997-06-13 | Arena Oberhausen, Oberhausen, Renania del Norte-Westfalia    | |
| G                               | 9–0    | Salvador Maciel     | KO   | 1 (8), ?      | 1997-06-27 | Oberrheinhalle, Offenburg, Baden-Württemberg                 | |
| G                               | 10–0   | Gilberto Williamson | TKO  | 3 (8), ?      | 1997-07-12 | Berlethalle, Hagen, Renania del Norte-Westfalia              | |
| G                               | 11–0   | Biko Botowamungu    | DQ   | 5 (8), 0:02   | 1997-08-23 | Maritim Hotel, Stuttgart, Baden-Württemberg                  | |
| G                               | 12–0   | James Pritchard     | TKO  | 3 (8), ?      | 1997-09-20 | Tivoli Eissporthalle, Aquisgrán, Renania del Norte-Westfalia | |
| G                               | 13–0   | Marcos González     | KO   | 2 (8), ?      | 1997-10-11 | Stadthalle, Cottbus, Brandeburgo                             | |
| G                               | 14–0   | Jerry Halstead      | TKO  | 2 (8), ?      | 1997-12-06 | Stadthalle, Offenbach, Hessen                                | |
| G                               | 15–0   | Ladislav Husarik    | TKO  | 3 (8), ?      | 1997-12-13 | Sporthalle, Alsterdorf, Hamburgo                             | |
| G                               | 16–0   | Derrick Lampkins    | TKO  | 1 (8), ?      | 1997-12-20 | Oberrheinhalle, Offenburg, Baden-Württemberg                 | |
| G                               | 17–0   | Marcus McIntyre     | KO   | 3 (12), ?     | 1998-02-14 | Maritim Hotel, Stuttgart, Baden-Württemberg                  | Ganó el título vacante WBC International.                                                             |
| G                               | 18–0   | Everett Martin      | UD   | 8             | 1998-03-14 | Sporthalle, Wandsbek, Hamburgo                               | |
| G                               | 19–0   | Cody Koch           | KO   | 4 (12), ?     | 1998-05-23 | Oberrheinhalle, Offenburg, Baden-Württemberg                 | Retuvo el título WBC International.                                                                   |
| G                               | 20–0   | Najee Shaheed       | KO   | 1 (12), ?     | 1998-07-10 | Circus Krone, Munich, Baviera                                | Retuvo el título WBC International.                                                                   |
| G                               | 21–0   | Carlos Monroe       | TKO  | 6 (10), 2:28  | 1998-08-06 | Grand Casino Avoyelles, Marksville, Luisiana                 | |
| G                               | 22–0   | Steve Pannell       | KO   | 2 (10), ?     | 1998-09-19 | Arena Oberhausen, Oberhausen, Renania del Norte-Westfalia    | |
| G                               | 23–0   | Eli Dixon           | KO   | 3 (10), ?     | 1998-10-03 | Prinz-Garden Halle, Augsburg, Baviera                        | |
| G                               | 24–0   | Donnell Wingfield   | KO   | 1 (8), ?      | 1998-11-14 | Circus Krone, Munich, Baviera                                | |
| D                               | 24–1   | Ross Puritty        | TKO  | 11 (12), 0:18 | 1998-12-05 | Sports Palace, Kiev                                          | Perdió el título WBC International.                                                                   |
| G                               | 25–1   | Zoran Vujecic       | KO   | 1 (8), 1:02   | 1999-02-13 | Maritim Hotel, Stuttgart, Baden-Württemberg                  | |
| G                               | 26–1   | Everett Martin      | TKO  | 8 (8), ?      | 1999-04-24 | Circus Krone, Múnich, Baviera                                | |
| G                               | 27–1   | Tony LaRosa         | TKO  | 1 (10), 2:57  | 1999-05-22 | Sport Palace, Budapest                                       | |
| G                               | 28–1   | Joseph Chingangu    | RTD  | 4 (12), 3:00  | 1999-07-17 | Philips Halle, Düsseldorf, Renania del Norte-Westfalia       | Ganó el título vacante WBA Intercontinental.                                                          |
| G                               | 29–1   | Axel Schulz         | TKO  | 8 (12), 2:42  | 1999-09-25 | Kölnarena, Colonia, Renania del Norte-Westfalia              | Ganó el título vacante EBU y retuvo el WBA Intercontinental.                                          |
| G                               | 30–1   | Phil Jackson        | KO   | 2 (10), 1:59  | 1999-11-12 | The Orleans Hotel & Casino, Las Vegas, Nevada                | |
| G                               | 31–1   | Lajos Eros          | KO   | 2 (12), 2:35  | 1999-12-04 | Stadionsporthalle, Hanóver, Niedersachsen                    | Ganó el título EBU y retuvo el WBA Intercontinental.                                                  |
| G                               | 32–1   | Paea Wolfgramm      | KO   | 1 (12), 1:30  | 2000-03-18 | Sporthalle, Alsterdorf, Hamburgo                             | Ganó el título vacante WBC International.                                                             |
| G                               | 33–1   | David Bostice       | TKO  | 2 (12), ?     | 2000-04-29 | Madison Square Garden, Nueva York                            | Retuvo el título WBA Intercontinental.                                                                |
| G                               | 34–1   | Monte Barrett       | TKO  | 7 (10), 2:40  | 2000-07-15 | New London Arena, Millwall, Londres                          | |
| G                               | 35–1   | Chris Byrd          | UD   | 12            | 2000-10-14 | Kölnarena, Colonia, Renania del Norte-Westfalia              | Ganó el título WBO.                                                                                   |
| G                               | 36–1   | Derrick Jefferson   | TKO  | 2 (12), 2:09  | 2001-03-24 | Rudi-Sedlmayer-Halle, Múnich, Baviera                        | Retuvo el título WBO.                                                                                 |
| G                               | 37–1   | Charles Shufford    | TKO  | 6 (12), 2:55  | 2001-08-04 | Mandalay Bay Resort & Casino, Las Vegas, Nevada              | Retuvo el título WBO.                                                                                 |
| G                               | 38–1   | Francois Botha      | TKO  | 8 (12), 0:47  | 2002-03-16 | Schleyerhalle, Stuttgart, Baden-Württemberg                  | Retuvo el título WBO.                                                                                 |
| G                               | 39–1   | Ray Mercer          | TKO  | 6 (12), 1:08  | 2002-06-29 | Taj Majal Hotel & Casino, Atlantic City, Nueva Jersey        | Retuvo el título WBO.                                                                                 |
| G                               | 40–1   | Jameel McCline      | RTD  | 10 (12), 3:00 | 2002-12-07 | Mandalay Bay Resort & Casino, Las Vegas, Nevada              | Retuvo el título WBO.                                                                                 |
| D                               | 40–2   | Corrie Sanders      | TKO  | 2 (12), 0:27  | 2003-03-08 | Preussag Arena, Hanóver, Niedersachsen                       | Perdió el título WBO.                                                                                 |
| G                               | 41–2   | Fabio Eduardo Moli  | KO   | 1 (12), 1:49  | 2003-08-30 | Olympiahalle, Múnich, Baviera                                | Ganó el título vacante WBA Intercontinental.                                                          |
| G                               | 42–2   | Danell Nicholson    | TKO  | 4 (12), ?     | 2003-12-20 | Ostseehalle, Kiel, Schleswig-Holstein                        | Retuvo el título WBA Intercontinental.                                                                |
| D                               | 42–3   | Lamon Brewster      | TKO  | 5 (12), 3:00  | 2004-04-10 | Mandalay Bay Resort & Casino, Las Vegas, Nevada              | Estaba en juego el título vacante WBO.                                                                |
| G                               | 43–3   | DaVarryl Williamson | TD   | 5 (10), 3:00  | 2004-10-02 | Caesars Palace, Las Vegas, Nevada                            | |
| G                               | 44–3   | Eliseo Castillo     | TKO  | 4 (10), 2:51  | 2005-04-23 | Westfalenhalle, Dortmund, Renania del Norte-Westfalia        | |
| G                               | 45–3   | Samuel Peter        | UD   | 12            | 2005-09-24 | Boardwalk Hall, Atlantic City, Nueva Jersey                  | Ganó títulos NABF y WBO-NABO. IBF y IBO eliminadores.                                                 |
| G                               | 46–3   | Chris Byrd          | TKO  | 7 (12), 0:41  | 2006-04-22 | SAP Arena, Mannheim, Baden-Württemberg                       | Ganó títulos IBF y IBO.                                                                               |
| G                               | 47–3   | Calvin Brock        | TKO  | 7 (12), 2:10  | 2006-11-11 | Madison Square Garden, Nueva York                            | Retuvo títulos IBF y IBO.                                                                             |
| G                               | 48–3   | Ray Austin          | TKO  | 2 (12), 1:23  | 2007-03-10 | SAP Arena, Mannheim, Baden-Württemberg                       | Retuvo títulos IBF y IBO.                                                                             |
| G                               | 49–3   | Lamon Brewster      | RTD  | 6 (12), 3:00  | 2007-07-07 | Kölnarena, Colonia, Renania del Norte-Westfalia              | Retuvo títulos IBF y IBO.                                                                             |
| G                               | 50–3   | Sultán Ibraguímov   | UD   | 12            | 2008-02-23 | Madison Square Garden, Nueva York                            | Retuvo títulos IBF y IBO, y ganó WBO.                                                                 |
| G                               | 51–3   | Tony Thompson       | KO   | 11 (12), 1:38 | 2008-07-12 | Color Line Arena, Hamburgo-Altona, Hamburgo                  | Retuvo títulos IBF, IBO y WBO.                                                                        |
| G                               | 52–3   | Hasim Rahman        | TKO  | 7 (12), 0:44  | 2008-12-13 | SAP Arena, Mannheim, Baden-Württemberg                       | Retuvo títulos IBF, IBO y WBO.                                                                        |
| G                               | 53–3   | Ruslan Chagaev      | RTD  | 9 (12), 3:00  | 2009-06-20 | Veltins-Arena, Gelsenkirchen, Renania del Norte-Westfalia    | Retuvo títulos IBF, IBO y WBO. Ganó The Ring y Lineal.                                                |
| G                               | 54–3   | Eddie Chambers      | KO   | 12 (12), 2:55 | 2010-03-20 | ESPRIT arena, Düsseldorf, Renania del Norte-Westfalia        | Retuvo títulos IBF, IBO, WBO, The Ring y Lineal.                                                      |
| G                               | 55–3   | Samuel Peter        | KO   | 10 (12), 1:22 | 2010-09-11 | Commerzbank-Arena, Fráncfort del Meno, Hessen                | Retuvo títulos IBF, IBO, WBO, The Ring y Lineal.                                                      |
| G                               | 56–3   | David Haye          | UD   | 12            | 2011-07-02 | Imtech Arena, Hamburgo                                       | Retuvo títulos IBF, IBO, WBO, The Ring y Lineal. Ganó el WBA.                                         |
| G                               | 57–3   | Jean-Marc Mormeck   | KO   | 4             | 2012-03-03 | ESPRIT arena, Düsseldorf, Renania del Norte-Westfalia        | Retuvo títulos IBF, IBO, WBO, WBA, The Ring, y Lineal.                                                |
| G                               | 58–3   | Tony Thompson       | KO   | 11            | 2012-07-07 | Stade de Suisse, Berna                                       | Retuvo títulos IBF, IBO, WBO, WBA, The Ring, y Lineal.                                                |
| G                               | 59–3   | Mariusz Wach        | UD   | 12            | 2012-11-10 | O2 World Arena, Hamburgo-Altona, Hamburgo                    | Retuvo títulos IBF, IBO, WBO, WBA, The Ring, y Lineal.                                                |
| G                               | 60-3   | Francesco Pianeta   | TKO  | 6(12), 2:52   | 2013-05-04 | SAP-Arena, Mannheim, Baden-Württemberg                       | Retiene los títulos IBF, IBO, WBO, WBA, The Ring, y Lineal.                                           |
| G                               | 61-3   | Aleksandr Povetkin  | UD   | 12            | 2013-10-05 | Crocus City Hall, Krasnogorsk, Moscú                         | Retiene los títulos IBF, IBO, WBO, WBA, The Ring, y Lineal.                                           |
| G                               | 62-3   | Alex Leapai         | TKO  | 5(12), 2:05   | 2014-04-26 | König Pilsener Arena, Oberhausen, Nordrhein-Westfalen        | Retiene los títulos IBF, IBO, WBO, WBA, The Ring, y Lineal.                                           |
| G                               | 63-3   | Kubrat Pulev        | KO   | 5(12), 2:11   | 2014-11-15 | O2 World Arena, Hamburgo-Altona, Hamburgo                    | Retiene los títulos IBF, IBO, WBO, WBA, The Ring, y Lineal.                                           |
| G                               | 64-3   | Bryant Jennings     | UD   | 12            | 2015-04-25 | Barclays Center, Brooklyn, Nueva York                        | Retiene los títulos IBF, IBO, WBO, WBA, The Ring, y Lineal.                                           |
| D                               | 64-4   | Tyson Fury          | UD   | 12            | 2015-11-28 | ESPRIT arena, Düsseldorf, Renania del Norte-Westfalia        | Pierde los títulos IBF, IBO, WBO, WBA, The Ring y Lineal                                              |
| D                               | 64-5   | Anthony Joshua      | TKO  | 11(12), 2:25  | 2017-04-29 | Stadio Wembley, Wembley, Londres                             | Por los Títulos Mundiales de la Super WBA (vacante), de la IBF y de la IBO (vacante) del peso pesado. |